# Soledade
Soledade là một đô thị thuộc bang Paraíba, Brasil. Đô thị này có diện tích 560,062 km², dân số năm 2007 là 12716 người, mật độ 22,7 người/km².